# Lill-Nälern
Lill-Nälern är en sjö i Finspångs kommun i Östergötland och ingår i Motala ströms huvudavrinningsområde. Sjön är 1,5 meter djup, har en yta på 0,0603 kvadratkilometer och är belägen 56,6 meter över havet.

## Delavrinningsområde
Lill-Nälern ingår i det delavrinningsområde (651586-148039) som SMHI kallar för Utloppet av Lien. Medelhöjden är 73 meter över havet och ytan är 32,38 kvadratkilometer. Räknas de 3 avrinningsområdena uppströms in blir den ackumulerade arean 85,57 kvadratkilometer. Skansån som avvattnar avrinningsområdet har biflödesordning 3, vilket innebär att vattnet flödar genom totalt 3 vattendrag innan det når havet efter 72 kilometer. Avrinningsområdet består mestadels av skog (40 procent), öppen mark (17 procent) och jordbruk (22 procent). Avrinningsområdet har 5,25 kvadratkilometer vattenytor vilket ger det en sjöprocent på 16,2 procent. Bebyggelsen i området täcker en yta av 0,82 kvadratkilometer eller 3 procent av avrinningsområdet.